# Dytiscus volckmari
Dytiscus volckmari is een keversoort uit de familie waterroofkevers (Dytiscidae). De wetenschappelijke naam van de soort is voor het eerst geldig gepubliceerd in 1793 door Panzer.